# Sønder Løgum
Sønder Løgum (dansk) eller Süderlügum (tysk) er en landsby og kommune beliggende syd for den dansk-tyske grænse på gesten (Midtsletten) i Sydslesvig. Administrativt hører kommunen under Nordfrislands kreds i den tyske delstat Slesvig-Holsten. Kommunen samarbejder på administrativt plan med andre kommuner i omegnen i Sydtønder kommunefællesskab (Amt Südtondern). Landsbyen er sogneby i Sønder Løgum Sogn. Sognet lå i Kær Herred (Tønder Amt, Sønderjylland), da området tilhørte Danmark.
Byen omtales som Sønder Løgum for at skelne landsbyen fra landsbyerne Nørre og Øster Løgum, der nu ligger nord for grænsen. Landsbyens nordfrisiske navn er Läigem, på sønderjysk kaldes byen for Lym.

## Geografi
Til kommunen hører Horsbjerg (Horsberg), Sønder Løgum Mark, Sønder Løgum Skov og landsbyen Vimmersbøl (Wimmersbüll). Vimmersbøl er stationsby ved banestrækningen mellem Nibøl og Tønder (marskbane). Området er landbrugspræget med en del sandbanker, lyng- og mosestrækninger. Øst for byen ligger naturområdet Sønder Løgum Klit og Svanemose/Tranemose, mod sydøst Sønderpolde. Stedet Horsbjerg (afledt af oldnordisk hross og hors) var i ældre tid fortrinsvis været benyttet til græsgang for heste.

## Historie
Byen omtaltes første gang i 1462. Stednavnet henføres til glda. løgh eller oldn. lǫgr for vaskevand. I middelalderen gik kystlinjen umiddelbart vest for byen. Byen havde en altovervejende dansk befolkning. En undersøgelse af indbyggernes navne for tiden omkring 1500 viste, at 7 ud af 70 navne var frisiske.
Byen kom ved delingen af hertugdømmerne i 1544 under Hans den Ældres del og efter hans død i 1580 forblev den ved omfordelingen under hertugelig ledelse. I 1721 kom byen under den danske krone.
Sønder Løgum Kirke nævnes første gang 1240. I 1864 havde byen kirke, præstegård, skole, fattighus, ølbryggeri, brevsamlingssted, 4 kroer og vindmølle. Der blev holdt gudstjenester på dansk indtil 1882 i Sdr. Løgum. Skolesproget var dansk indtil 1864.